# Byłgarowo
Byłgarowo (bułg. Българово) – miasto w południowo-wschodniej Bułgarii, w obwodzie Burgas, w gminie Burgas. Według danych Narodowego Instytutu Statystycznego 31 grudnia 2011 roku miasto liczyło 1681 mieszkańców.